# Eucereon pometina
Eucereon pometina är en fjärilsart som beskrevs av Druce 1894. Eucereon pometina ingår i släktet Eucereon och familjen björnspinnare. Inga underarter finns listade i Catalogue of Life.